# 岩手県道252号清水野村崎野線
岩手県道252号清水野村崎野線（いわてけんどう252ごう しみずのむらさきのせん）は、岩手県花巻市から北上市に至る一般県道である。

## 概要
花巻市横志田の岩手県道37号花巻平泉線交点からおおむね西へ進み、東北自動車道と立体交差後に北上市村崎野の国道4号交点に至る。

### 路線データ
- 実延長：10,715.9 m[要出典]
- 起点：花巻市横志田（岩手県道37号花巻平泉線交点）
- 終点：北上市村崎野（国道4号交点）

## 路線状況

### 重複区間
- 岩手県道103号花巻和賀線（花巻市北笹間 地内）

## 地理

### 通過する自治体
- 花巻市
- 北上市

### 交差する道路
- 岩手県道37号花巻平泉線（花巻市横志田）
- 岩手県道103号花巻和賀線（花巻市北笹間）
- 岩手県道13号盛岡和賀線・岩手県道103号花巻和賀線（花巻市北笹間）
- 国道4号（北上市村崎野）

## 関連記事
- 岩手県の県道一覧